# Auxiliary power unit

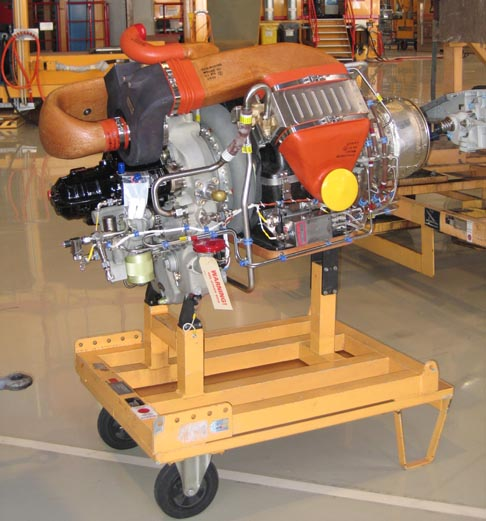
Jednostka APU stosowana w samolotach serii Airbus A320

APU (od ang. Auxiliary power unit - pomocnicza jednostka zasilająca) – mały, niezależny generator używany do uruchamiania głównych silników samolotów, statków czy dużych pojazdów zazwyczaj przy pomocy sprężonego powietrza, zapewnienia energii elektrycznej, ciśnienia w układach hydraulicznych, oraz klimatyzacji wnętrza podczas postoju na lotnisku. W niektórych samolotach jednostka APU dostarcza energii elektrycznej także podczas lotu.

## Opis
Pierwszym urządzeniem APU zastosowanym w lotnictwie był napędzany silnikiem tłokowym generator energii zainstalowany na pokładzie samolotu z 1916 roku Pemberton-Billing P.B.31 Night Hawk Scout. Pierwszym samolotem transportowym wyposażonym w 1963 roku w APU napędzane turbiną gazową był Boeing 727. Zastosowanie APU umożliwiło operowanie samolotu także z mniejszych, regionalnych portów lotniczych niezależnie od urządzeń lotniskowych.

Obecnie urządzenia APU są instalowane powszechnie w samolotach transportowych w tylnej części ich kadłuba.
Najczęściej jednostka APU jest napędzana małą turbiną gazową napędzającą kompresory powietrza. Planuje się także zastosowanie do roli jednostek napędowych APU silników Wankla, które są lżejsze niż silniki tłokowe i zużywają mniej paliwa niż turbiny.
Jednostki APU zainstalowane w cywilnych dwusilnikowych samolotach transportowych standardu ETOPS stanowią bardzo ważny element bezpieczeństwa systemu napędowego, zapewniając energię elektryczną i sprężone powietrze w przypadku awarii jednego z silników głównych, odciążając drugi z nich. APU tego typu muszą posiadać zdolność włączania się bez względu na pułap lotu. Współcześnie stosowane APU są zdolne włączać się do pułapu 14 300 metrów w warunkach całkowitego zawilgocenia lub oblodzenia.
Urządzenia APU stanowią również bardzo ważny system wahadłowców kosmicznych napędzając układy hydrauliczne, a nie elektryczne jak w samolotach. Trzy niezależne jednostki APU napędzane hydrazyną zapewniają energię do napędzania powierzchni sterowych wahadłowca oraz stabilizowania dysz silników podczas startu. Podczas lądowania zapewniają również zasilanie hamulców aerodynamicznych. Lądowanie może się zakończyć także z jednym działającym systemem APU, tak jak miało to miejsce podczas misji STS-9 wahadłowca Columbia, gdy zapaliły się dwa z trzech urządzeń APU, a mimo to lądowanie zakończyło się sukcesem.
Wprowadzony do eksploatacji w 2011 samolot transportowy Boeing 787 posiada jednostkę APU, która zapewnia tylko energię elektryczną. Rezygnacja z systemów hydraulicznych w tej maszynie spowodowała zmniejszenie stopnia jej komplikacji, ale konieczność zastąpienia ich urządzeniami elektrycznymi wymaga zastosowania APU o dużo większej mocy i z dużo większym i cięższym generatorem elektrycznym.
Poza samolotami APU jest używane także w niektórych czołgach do zapewnienia zasilania energią elektryczną systemów pojazdu bez konieczności uruchamiania głównych silników charakteryzujących się dużo większym zużyciem paliwa.
Głównymi producentami jednostek APU są firmy Honeywell International Inc i United Technologies Corporation, której udziałowcami są Hamilton Sundstrand i Pratt & Whitney Canada.